# Гостиный двор (Каменск-Уральский)
Гостиный двор — особняк в исторической части Каменска-Уральского, Свердловской области.
Решением № 535 Исполнительного комитета Свердловского областного Совета народных депутатов от 31 декабря 1987 года присвоен статус памятника архитектуры регионального значения.

## Архитектура
Гостиный двор возводился в период 1820—1840 годов и был перестроен в конце XIX века. На генеральном плане города указан в 1848 году. Представляет собой прямоугольное в плане здание с открытым центром. Структурно разделено на два корпуса: северный, выходящий на Соборную площадь и южный, выходящий на улицу Ленина (бывшая Большая Московская). Гостиный двор формирует юго-восточный угол Соборной площади. По типу относится к историческим торговым сооружениям Урала того периода.
Главный вход в здание расположен со стороны двора. Вся планировка ориентирована на объёмную композицию и обусловлена поперечными капитальными стенами, которые делят внутреннее пространство на ряды ячее-комнат. Первоначальный декор интерьера утрачен. Авторы проекта не известны.